# Aequcephalus gramineus
Aequcephalus gramineus är en insektsart som beskrevs av Delong och Thambimuttu 1973. Aequcephalus gramineus ingår i släktet Aequcephalus och familjen dvärgstritar. Inga underarter finns listade i Catalogue of Life.